# میثم کریمی
میثم کریمی (زادهٔ ۱۰ ژوئیهٔ ۱۹۹۰) یک بازیکن فوتبال اهل ایران است که در پست هافبک بازی می‌کند.

## افتخارات
نائب قهرمانی در لیگ آزادگان به همراه تیم نساجی مازندران